# Stickam JAPAN!
Stickam JAPAN!（スティッカムジャパン）は、株式会社E-Times TechnologiesとAdvanced Video Communications, Inc.が運営するライブ配信コミュニティサービス。インターネット環境とWebカメラさえあれば誰でも無料でライブ映像配信できるサービスを提供する。一般に「スティッカム」と呼ばれ、「ステカム」などの略称も使われている。

## 主要機能
- ライブ映像配信（ストリーミング）
- タイムライン（ブログ）・動画投稿
- ライブチャット（テキストチャットと最大9人までのビデオチャット）
- お気に入りの会員をフォロー
- スティッカムホームにおけるコンテンツ販売（収益化）

## 沿革
- 2005年（平成17年）
  - 2月 - Advanced Video Communications, Inc.がFlash Playerに対応したライブ映像配信コミュニティ「Stickam.com」をオープン[1]。
  - 12月 - チャット画面の下のほうに最大5人まで表示できるパーティチャット機能をリリース[2]。
- 2006年（平成18年）
  - 2月 - 「Stickam JAPAN! （Stickam.jp）」ベータ版オープン。
  - 9月 - Advanced Video Communications, Inc.、株式会社E-Times Technologiesと業務提携を締結し「Stickam JAPAN! （Stickam.jp）」正式オープン[3][4][5]。
  - 10月 - Stickam Japan!携帯版サービス「Stickam Mobile」β版をオープン[6]
  - 10月 - ハロウィン写真投稿企画を開催。
  - 11月 - XLARGEファッションショーライブ配信。
  - 11月 - サイトのリニューアルを実施[7]。
  - 12月 - ポッドキャストサミット#2ライブ配信。
- 2007年（平成19年）
  - 1月 - 仮装チャット大会を開催。
  - 2月 - ライブになったらキューピットに会える企画を実施。
  - 2月16日 - Webカメラ設置者の募集を実施。
  - 3月14日 - 音楽ライブ配信WEEKを開催[8]。
  - 4月 - ユーザーが直接企画・制作した番組を配信するオンラインTVプログラム「スティッカムTV」 の公開を開始[9]。
  - 4月 - プッシュトーク機能をリリース
  - 5月 - Internet BroadcastertacaによるStickam Japan初24時間ライブ配信を実施[10]。
  - 5月 - ライブ配信とアップロード済の動画との組み合わせを可能にする「ビデオミキサー機能」をリリース[11]。
  - 6月 - みんなの意見箱を設置。
  - 7月 - 無料テレビ電話機能「ココロライン」をリリース[12]。
  - 8月 - サイトのリニューアルを実施。
  - 8月 - 実験的サービスを公開する「Stickam JAPAN!ラボ」を開設し、ライブ配信画面をキャプチャ画像として一覧表示する「Stickam ライブ ストリームショット」と、ライブ配信中の画面にそのままコメントの書き込みが行える「ニタニタ放送」のαバージョンを公開[13][14]。
  - 9月22日 - サービス開始1周年を迎える。
  - 10月 - 米国fix8社が開発したユーザーがオリジナルアバターを作成、ライブ映像に合わせて動かすことができる「インタラクティブアバター作成機能」の日本語版を公開[15]。
- 2008年（平成20年）
  - 1月 - サイトのリニューアルを実施。
  - 3月 - スティッカムオーディションをオープン。
  - 7月 - ライブ映像とチャットのログ同時保存機能やライブ配信通知機能などのサポート機能を強化[16]
  - 7月 - JASRAC管理楽曲の利用許諾契約締結[17]
  - 9月22日 - サービス開始2周年記念イベントを開催予定だったが、犯行予告によりイベント中止。
  - 12月 - ライブ配信中に閲覧中のユーザーに対してアンケートを行うことができる「ライブリサーチ機能」の提供を開始[18]
- 2009年（平成21年）
  - 2月1日 - スティッカムTVが無料サービスから有料サービスへ移行。
  - 6月17日 - サイトのリニューアルを実施。
  - 6月24日 - OpenIDに対応開始[19]。
  - 7月13日 - アンドロイド携帯向け視聴アプリ「Stickam Viewer」をリリース[20]。
  - 7月16日 - ライブ通知メールのサービスを停止。
  - 9月22日 - サービス開始3周年を迎える。
  - 10月1日 - ライブ通知メールのサービスを再開。
  - 10月15日 - 会員登録数20万人突破[21]。
  - 10月29日 - プレミアムサービス第一弾「マイスタイルプラン」（内容：オリジナルバナーの公開、プロフィールページの広告非表示など）を開始[22]。
  - 11月13日 - Stickam.com、iPhone用ライブストリーム視聴アプリ「Stickam Live Video」の提供を開始[23]
- 2010年（平成22年）
  - 1月25日 - ペイパービュー形式の視聴課金に対応したSaas型のストリーミングコンテンツ配信システム「M3BOX」(エムスリーボックス) のサービスを開始[24]
  - 2月3日 - iPhone/iPod touch用視聴アプリ「スティッカム」の提供を開始[25]。
  - 2月5日 - プレミアムサービス第二弾「わいわいプラン」（内容：わいわいTV(β)に出演、わいわいチャットの機能拡張）を開始[26]。
  - 3月29日 - Twitterとの連携サービスを開始[27]。
  - 4月2日 - プレミアムサービス第三弾「プロフェッショナルプラン」（内容：H.264エンコード技術によるHD配信）を開始。
  - 5月17日 - iPhone/iPod touch用視聴アプリ「スティッカム」のバージョンアップを実施。Ver1.1よりライブ配信可能となる[28]。
  - 4月26日 - 内閣府行政刷新会議事務局が主催する『行政刷新会議「事業仕分け第2弾前半戦」』のライブ配信を実施（同月28日まで実施）。
  - 5月20日 - 内閣府行政刷新会議事務局が主催する『行政刷新会議「事業仕分け第2弾後半戦」』のライブ配信を実施（同月25日まで実施）。
  - 5月21日 - 内閣府地域主権戦略室『出先機関改革の「公開討議」』のライブ配信を実施（同月24日も実施）。
  - 5月26日 - 経済産業省「行政事業レビュー“公開プロセス”」のライブ配信を実施（同月28日まで実施）。
  - 6月1日 - 農林水産省「行政事業レビュー“公開プロセス”」のライブ配信を実施（翌2日まで実施）。
  - 6月3日 - 文部科学省「行政事業レビュー“公開プロセス”」のライブ配信を実施（翌4日まで実施）。
  - 6月9日 - 防衛省「行政事業レビュー」のライブ配信を実施（同月11日まで実施）。
  - 8月22日 -『第6回能代宇宙イベント』のライブ配信を実施。
  - 9月7日 - iPad用視聴アプリ「スティッカムHD」をリリース[29]。
  - 9月22日 - サービス開始から4周年を迎えた。
- 2011年（平成23年）
  - 2月 - Stickam Worldwide, Inc. 、「Stickam.com」を閉鎖[30]。
  - 6月 - Facebookやmixiの認証機能を利用したコミュニティライブ機能「いいね！生」と「ミク生」 をリリース[31]
  - 7月 - BIGLOBEが運営する利用者が感謝の「きもち」を「かたち」で伝えることができる ペイメント（投げ銭）サービス「ポチ」が連携[32]
  - 8月 - ライブ配信で録画された動画をスティッカム内に保存する際、 同時にYouTubeにもアップロードできる新機能をリリース[33]
- 2015年（平成25年）
  - 8月 - サイトリニューアル＆システム一新[34]
- 2014年（平成26年）
  - 4月 - コンテンツ販売支援サービス「スティッカムホーム」 提供開始[35]
- 2015年（平成27年）
  - 12月 - iOS(iPhone/iPad)向けライブ配信/視聴アプリ「Stickam JAPAN!（スティッカム）」 リリース[36]
- 2018年（平成30年）
  - 1月 - チャットテキスト読み上げ機能をリリース[37]
  - 5月 - HTML5対応ライブ配信プレーヤーをリリース[38]
  - 7月 - FlashPlayer版ブラウザ単体配信機能廃止
  - 10月 - 1画面モード・リアクション機能リリース[39]
- 2019年（平成31年・令和元年）
  - 3月 - チャットにおける音声入力機能リリース[40]
  - 12月 - かんたん配信におけるデスクトップキャプチャー機能リリース[41]

- 2023年（令和5年）
  - 11月 - Stickam JAPAN! サービス終了[42]

## 使用企業/団体
- テレビ東京
- マイクロソフト / ランシステム
- アール・エフ・ラジオ日本
- 京商
- ダレット
- ケイブ
- ビクターエンタテインメント
- フォン・ジャパン株式会社 - 参考 FON

- TICAD NGOネットワーク - アフリカ開発会議
- NPO法人NEWVERY - ニート支援など
- HAPPY☆J-PROJECT - パラリンピック応援など
- 「9条世界会議」日本実行委員会 - 世界平和維持活動
- 横浜中華街発展会協同組合 - 横浜中華街活性化運動
- STOP-ROKKASHO - 六ヶ所村核廃棄物廃棄反対運動
- リコリタ - 秋葉原うち水っ娘大集合など

- りえこのSignTV - 日本初の手話バラエティ番組　出演 渡辺りえこ 他
- ブーミング - 「EXERCISE CHANNEL TV ~FM81.1~」
- NPO法人ビーグッドカフェ - 『エコビレッジ国際会議TOKYO』
- サードウェーブ - ドスパラにて2日間に渡る「Windows 7」 発売記念イベント
- カプコン - 『ロックマンメガミックス』復刊記念番組、ロックマン誕生22年バースディ
- 東京工科大学 - 『グッドデザインエキスポ2009』
- キングレコード - ホラー映画『処刑山 デッド卍スノウ』小向美奈子視聴イベント
- YNK JAPAN - 「R.O.H.A.N」「Last Chaos」
- ランティス - 「Organic Oasis presents ひなま～ぶるないと!!カウントダウンスペシャル!!」
- TINAMI - イラストコミュニティ「TINAMI」と機能連携
- ご当地風景.com - 山崎宇宙飛行士「ディスカバリー号」着陸
- キングレコード - DVD「マラドーナ」発売記念番組（ゲスト:ラモス瑠偉）
- カプコン - ニンテンドーDS用ソフト「ゴースト トリック」発売記念特別番組「GHOST TV」
- 宇宙教育テレビ - 「愛・地球博記念　日本水ロケットコンテスト2010」
- 宇宙教育テレビ - 準天頂衛星初号機「みちびき」打ち上げライブ中継
- KONAMI - 公式放送「BEMANI 生放送」
- 日本将棋連盟 - 『清水市代女流王将』VS『世界No.1コンピュータソフト「あから2010」』
- 葛飾エフエム放送